# TV Nativa (Alta Floresta)
TV Nativa é uma emissora de televisão brasileira sediada em Alta Floresta, cidade do Estado de Mato Grosso. Opera no canal 7 VHF analógico e está em fase de implantação o seu sinal digital pelo canal 38 UHF, e é afiliada à Record.